# 処
仏教用語の処（しょ、梵・巴: āyatana [アーヤタナ]）は、感覚器、感覚媒体、感覚範囲を意味する。仏教では、6つの内部感覚器六根（ろっこん）と、6つの外部感覚器六境（ろっきょう）に分類される。
内部と外部の感覚器は、以下に対応する。
- 六根（ろっこん、梵: ṣaḍ-indriya） - 主観の側の六種の器官[5]、感官[6]のこと。六内入処（ろくないにゅうしょ）、六内処（ろくないしょ, ajjhattikāni āyatanāni [4]）とも。
  - 眼（げん、梵: cakṣus） - 視覚能力もしくは視覚器官
  - 耳（に、梵: śrotra） - 聴覚能力もしくは聴覚器官
  - 鼻（び、梵: ghrāṇa） - 嗅覚能力もしくは嗅覚器官
  - 舌（ぜつ、梵: jihvā） - 味覚能力もしくは味覚器官
  - 身（しん、梵: kāya） - 触覚能力もしくは触覚器官
  - 意（い、梵: manas） - 知覚能力もしくは知覚器官[7][8]
- 六境（ろっきょう、梵: ṣaḍ-viṣaya） - 客観の側の六種の対象[5]、感官の対象[6]のこと。六外入処（ろくげにゅうしょ）、六外処（ろくげしょ,  bāhirāni āyatanāni[4]）とも。
  - 色（しき、梵: rūpa） - 眼根によって見られる色彩と形象[7][8]
  - 声（しょう、梵: śabda） - 聴覚の対象[5] [8]
  - 香（こう、梵: gandha） - 嗅覚の対象[5] [8]
  - 味（み、梵: rasa） - 味覚の対象[5] [8]
  - 触（そく、梵: sparśa 又は 梵: sparśtavya） - 身根によって感じられる堅さ、熱さ、重さなど[7][8][9]
  - 法（ほう、梵: dhamma） - 意根によって知覚される概念を含むすべての存在[7][8]

眼・耳・鼻・舌・身の5つは五根といい、仏教およびインド哲学では、西洋での五感にプラスして第六感を挙げている。仏教における6つ目は「心」であり、感覚の印象、感情、知覚、意志などを含む感覚対象と、相互作用する内部感覚器官を指している。

## パーリ仏典において
釈迦は四諦において、苦（Pali, Skt.: dukkha）の起源を渇愛（Pali: taṇhā; Skt.: tṛṣṇā）であると特定した。十二因縁において釈迦は、渇愛は受（vedanā）が引きこし、それは六処を通しての触（phassa）からもたらされると説く。それがゆえ、渇愛と、その結果として生じる苦を克服するには、感覚基盤の抑制と洞察を発達させる必要がある。
六根がその対象に対する執着を断って浄らかな状態になることを六根清浄または六根浄という。

世尊は言った。 ... 

眼処、耳処、鼻処、舌処、身処、意処。これら六内処が知られるべきである。... 

色処、声処、香処、味処、触処、法処。これら六外処が知られるべきである。
触（phassa）によって受（vedanā）が起こる。受によって渇愛（taṇhā）がおこる。
—パーリ仏典, 中部, 148六六経, Sri Lanka Tripitaka Project

### プンナ教誡経
世尊は言った。

プンナよ、眼によって識られる、望ましく、好ましく、喜ぶべく、愛すべき形相で、欲をかきたて、心をひきつける諸々の色（ルーパ）がある。

もし比丘が、それを歓喜し執着してとどまるならば、それを歓喜し執着する彼に、喜悦が起こる。

プンナよ、「喜悦の生起より苦の生起がある」と私は説く。

…（耳、鼻、舌、身、意について同様に説く）…
また、プンナよ、眼によって識られる、望ましく、好ましく、喜ぶべく、愛すべき形相で、欲をかきたて、心をひきつける諸々の色がある。

もし比丘が、それを歓喜せず、執着せずにとどまるならば、それを歓喜せず執着しない彼に、喜悦が滅する。

プンナよ、「喜悦の滅尽により苦の滅尽がある」と私は説く。

…（耳、鼻、舌、身、意について同様に説く）…
—パーリ仏典, プンナ教誡経, Sri Lanka Tripitaka Project